# Svenska institutet

Logo des Svenska institutet

Svenska institutet (SI, „Schwedisches Institut“) ist eine schwedische Behörde mit der Aufgabe, mit Unterstützung der schwedischen Botschaften und Generalkonsulate Wissen über Schweden im Ausland zu vermitteln und den Austausch mit anderen Ländern auf den Gebieten Kultur, Forschung und Gesellschaft zu fördern und damit schwedische Interessen zu unterstützen.
Im Jahre 2005 beschäftigte das Kulturinstitut etwa 90 Mitarbeiter. Der staatliche Beitrag zur Finanzierung des Instituts belief sich auf rund 180 Millionen Kronen.
Der Verwaltungsrat, dem Vertreter aus verschiedenen gesellschaftlichen Gebieten angehören, wird von der schwedischen Regierung benannt.
Mit dem schwedischen Kulturhaus Centre Culturel Suédois hat das SI in Paris eine Außenstelle.
Die Rolle des SI ist vergleichbar mit der des deutschen Goethe-Instituts.